# Quel giardino di aranci fatti in casa
Quel giardino di aranci fatti in casa (Neil Simon's I Ought to Be in Pictures, o brevemente I Ought to Be in Pictures) è un film commedia del 1982 diretto da Herbert Ross.

## Trama
Libby Tucker è una diciannovenne di Brooklyn, appassionata di cinema e di teatro, che decide di recarsi a Hollywood per diventare attrice (il titolo inglese del film, I Ought to Be in Pictures, significa Voglio fare del cinema). A Hollywood si mette alla ricerca di suo padre Herbert che non vede dall'età di tre anni: sedici anni prima l'uomo, dopo il divorzio con la madre di Libby, si era recato sulla Costa occidentale degli Stati Uniti dove per alcuni anni ha lavorato come sceneggiatore.
I primi contatti di Libby col padre sono scoraggianti: Herbert ha perso ogni contatto col mondo del cinema, non lavora più e sopravvive grazie all'aiuto affettivo ed economico di Steffy, una parrucchiera divorziata. In seguito padre e figlia si conoscono sempre di più con soddisfazione di entrambi. La ragazza ritorna a New York dalla madre, consapevole che la sua vita non sarà necessariamente legata al mondo dello spettacolo, mentre dall'incontro con la figlia il padre trova nuovi stimoli.

## Critica
Il film è tratto dalla commedia omonima di Neil Simon, rappresentata per la prima volta all'Ahmanson Theatre di Los Angeles nel 1979 e successivamente, dal marzo 1980 al novembre 1981, allo Eugene O'Neill Theatre di Broadway. Mentre la parte di Herbert fu interpretata a Los Angeles da Tony Curtis e a Broadway da Ron Leibman, le parti di Steffy e di Libby furono interpretate dalle stesse attrici, rispettivamente Joyce Van Patten e Dinah Manoff. La protagonista femminile del film, la giovane Dinah Manoff, aveva creato la parte di Libby in teatro e aveva perciò vinto il prestigioso premio Tony Award come migliore attrice nel 1979; era figlia di Arnold Manoff, uno sceneggiatore di sinistra che fu messo nell'impossibilità di lavorare nel cinema all'epoca del Maccartismo, e dell'attrice Lee Grant.
Nonostante il grande successo ottenuto a teatro, l'adattamento cinematografico di Quel giardino di aranci fatti in casa, accusato soprattutto di un eccesso di sentimentalismo, non ebbe molto successo negli Stati Uniti. In Italia ricevette recensioni molto favorevoli, ad esempio da Tullio Kezich.